# Günter Beltzig
Günter Beltzig (* 25. Juli 1941 in Wuppertal; † 26. Dezember 2022 in Ingolstadt) war ein deutscher Designer. Bekannt geworden ist er in den 1960er-Jahren vor allem durch ein neues Design von Kunststoffmöbeln. Seit 1977 entwarf er Spielgeräte und Erlebnisflächen für Kinder.

## Ausbildung und Wirken
Schon als Jugendlicher lernte Günter Beltzig sich durch Skizzen und Zeichnungen auszudrücken. Der Linkshänder und Legastheniker steckte voller Ideen und Visionen. Trotz seines Wunsches, Erfinder zu werden, entschied er sich zunächst für eine Lehre als Maschinenschlosser.
Nach seinem Industriedesign-Studium an der Werkkunstschule Wuppertal (Dipl. Design) arbeitete er von 1966 bis 1970 in der Designabteilung der Siemens AG München. Doch zwischen Kühlschränken und Staubsaugern konnte Beltzig seiner Kreativität kaum freien Lauf lassen.
So gründete er 1966 gemeinsam mit seinen Brüdern die Kunststofffirma Beltzig Design und entwickelte zehn Jahre lang robuste Spielmöbel und -geräte, Inneneinrichtung und ausgefallene Stühle. Zu dieser Zeit entstanden gemeinsame Projekte der Brüder Beltzig mit anderen namhaften Designern, wie zum Beispiel dem Deutschen Luigi Colani.
1966 entwickelte Beltzig den „Floris“-Stuhl, der 1968 auf der internationalen Möbelmesse Köln vorgestellt wurde und die Firma bekannt machte. Durch die damals bevorstehende Mondlandung inspiriert, entstand die Kunstmöbelserie „Floris“. Der finanzielle Erfolg blieb in den 1970er Jahren aus, doch heute ist Beltzigs „Floris“ als Klassiker im New Yorker Art Museum und in vielen anderen europäischen Sammlungen zu finden.wie zB?Der „Floris“-Stuhl ist in einer limitierten Auflage noch einmal produziert worden.wann? Von wem?
Seit 2010 bestand eine Zusammenarbeit mit der Firma Löffler GmbH in Reichenschwand, Deutschland. Günter Beltzig beschäftigte sich nun auch wieder intensiv mit der Kreation von neuen Möbeln. Anlässlich seines 70. Geburtstages wurde ein weiteres Designobjekts aus den 1970er Jahren, der "Pegasus"- eine Kombination aus Pult und Stuhl, in begrenzter Stückzahl neu aufgelegt.
Nach seiner freiberuflichen Tätigkeit als Designer fand Günter Beltzig seinen Platz, als er bei verschiedenen Spielgerätefirmen zu arbeiten begann. Seit 1977 beriet er die Firma Richter Spielgeräte GmbH in Frasdorf und entwickelte für sie eher Erlebnis- als Spielplätze, die durch Sicherheit und Ergonomie nicht nur die „Kleinen“ in ihren Bann ziehen. Beltzig war einer der wenigen, der sich auch mit der Konzeption von behindertengerechten Spielflächen befasste.

## Lehrtätigkeit
- 1976–1981 Lehrauftrag an der Blocherer Schule für Innenarchitektur, München
- 1971–1973 Lehrauftrag an der Fachhochschule München, Abt. Design

## Ausstellungen
- 2012 Markanto Depot, Köln (im Rahmen der Passagen zur IMM)
- 2007 Spielkunst – Kunst zu spielen, U-Bahn-Galerie-Haltestelle Universität München
- 21. Januar 2004 – 15. März 2004 Kaiserliches Hofmobiliendepot Wien
- 14. Dezember 2002 – 16. März 2003 „Experiment 70: Designvisionen“, Badisches Landesmuseum Karlsruhe
- 14. September 2002 – 3. November 2002 Museum für konkrete Kunst Ingolstadt

### Wichtige Veröffentlichungen
- Kriterien für eine kinder-, jugend- und familienfreundliche Stadtplanung im „Jugendhilferahmenplan“, Ingolstadt 1999
- Kind und Raum, über das Hineinwachsen in die Welt – „db“, Februar 1996
- Der Traum von einer Wildnis – „Welt des Kindes“, Februar 1991
- Vielleicht ein Anfang! Spielgeräte für Behinderte – „Spiel-Raum“, November/Dezember 1988
- Wir müssen unsere Kinder aus den Gettos der Spielplätze herausholen – „Beratende Ingenieure“, Juli/August 1981
- Zukünftiges Wohnverhalten – „DBZ“, November 1980
- Spielplatzgeräte – „DBZ“, August 1976
- Der Sandkasten alleine reicht nicht aus – „deutsche bauzeitung“, Juli 1976
- Spielplätze und ihre Probleme – „md“, Sept.1975

### Bücher
- „Leitlinien für integrative Spielplätze“, Nürnberg 2003
- „Spielgeräte…“, G.Agde, G.Beltzig, J.Richter, D.Settelmeier, DIN Beuth-Verlag 2001 übersetzt in: französisch, Verlag Afnor 2002
- „Kinderspielplätze“, Bauverlag, 1987, vergriffen, überarbeitet als: „Das Spielplatzbuch“, Spiel-Raum-Verlag 1998 übersetzt in: ukrainisch 1991, polnisch 2001 „Ksiega Placow Zabaw“
- "Experiment 70: Designvisionen", Luigi Colani, Günter Beltzig, Hrsg. von Almut Grunewald u. a.: Ed. Braus 2002, ISBN 3899040422

### Buchbeiträge
- Spielplätze und Freiräume zum Spielen. G. Agde (DIN-Praxis-Beuth Verlag, Berlin 2008)
- Bauten für Kinder (Kohlhammer Verlag Stuttgart 2002)
- Guarderias Diseno de Jardines de Infancia (Editorial G.Gill. S.A., Barcelona 2001)
- Kindergarten Architecture (Gingko Press inc. Corte Madera USA 2001)
- Meine „Sixties“ 68 Design und Alltagskultur (Dumont, Ausst.-Katalog 1998)
- Kindlich, kindisch, kinderfreundlich – Gibt es eine eigene Kinderästhetik? (Kid Size, Ausst.-Katalog, Vitra Museum 1997)

## Spielkonzepte und Gestaltungsarbeiten der letzten Zeit
- Z-mar, Portugal 2009
- Spielstruktur im Odysseum, Köln 2009
- MonaMar, Monheim 2008
- Caritas Kindergarten, Pforzheim 2008
- Playmobil Wasserkanalspiel 2007
- Playmobil Wild West 2006
- Spiellabyrinth, Schönbrunn in Wien 2005
- Blindeninstitutsstiftung, Würzburg 2005
- Play in the Tree Alnwick Garden, England 2004
- Spiel-Mal, Kiesspiel, Dortmund 2003
- Fidenza Village, Play Area, Italien 2003
- Wasserspiel im Kinderreich, Deutsches Museum, München 2002
- Ouwehands Dieren Park, Spielhalle, Holland 2002
- Princess Diana Memorial Parc, Play Area, Kensington, London 2001
- Spielbereich im Livingston Park, Puerto Rico 2001
- Spielinsel, Thoiry-Park, Frankreich 2000
- Castle Plays Cape, Billund, Dänemark 1998
- Naturspielgelände, Waging am See, 1997
- New York City Hall of Science, Play Area, USA 1997
- Expo Lissabon, Spielgelände, Portugal 1997
- Apulia Robinson Club, Kinderbereich, Italien 1993
- Spielplatz ohne Spielgeräte, LAGA Pforzheim 1992
- Legoland Billund

## Weitere Literatur
- Petra Eisele: Deutsches Design als Experiment – Theoretische Neuansätze und ästhetische Manifestationen seit den sechziger Jahren. Dissertation Hochschule der Künste Berlin. 2000, Gespräch mit Günter Beltzig am 22.09.1997, S. 274–278 (d-nb.info).